# Наталия Добринска
Наталия Владимировна Добринска (на украински: Наталія Володимирівна Добринська; 29 май 1982 г., Якушинци, Виницка област, Украинска ССР, СССР) е украинска лекоатлетка, състезавала се в дисциплините на многобоя. Олимпийска шампионка през 2008 г. Заслужил майстор на спорта на Украйна. Тя държи настоящия световен рекорд в петобоя – 5013 точки.
На 27 октомври 2013 г. тя официално обявява края на спортната си кариера.

## Спортни постижения
- 2000 г. – Шампионат на Украйна за юноши, седмобой – 1-во място.
- 2003, 2004, 2005, 2007 г. – Шампионат на Украйна, петобой – 1-во място.
- 2004 – Олимпийски игри 2004 – 8-о място.
- 2004 г. – Световно първенство, петобой – 2-ро място.
- 2005 г. – Европейско първенство, петобой – 3-то място.
- 2005 г. – Световно първенство – 9-о място.
- 2007 г. – Световно първенство – 6-о място.
- 2008 г. – Олимпийски игри 2008 – 1-во място в седмобоя. Резултати по състезание на Олимпийските игри в Пекин:[3]
  - 100 м с препятствия, 7-о място – 13,44 сек. – 1059 точки
  - Скок на височина, 10-о място – 1,80 см – 978
  - Тласкане на гюле, 1-во място – 17,29 м – 1015
  - Бягане на 200 метра, 15-о място – 24:39 сек. – 944
  - Скок на дължина, 1-во място – 6,63 м – 1049
  - Хвърляне на копие, 5-о място – 48,60 м – 833
  - 800 метра бягане, 23-то място – 2: 17,72 – 855
  - Общо класиране: 1-во място – 6733 точки.
- 2009 г. – Световно първенство – 4-то място
- 2010 г. – Световно първенство – 2-ро място
- 2010 г. – Европейско първенство – 2-ро място
- 2011 г. – Световно първенство – 5-о място.
- 2012 г. – Световно първенство, петобой – 1-во място, световен рекорд

## Образование
- Виницки държавен педагогически университет
- Закарпатски държавен университет (Факултет по международни отношения)

## Семейство
- Майка – Любов Аполинариевна, шампион по канадска борба на Виницка област и журналист;
- Баща – Владимир Степанович, ръководител на отдел на областната администрация на Виница, занимаващ се със спорт в инвалидни колички.
- Сестра – Виктория Добринска, майстор на спорта в скока на височина.
- Съпруг – Дмитрий Поляков (1965 – 2012 [4]), треньор, заслужил деец по физическа култура и спорт на Украйна.[5]
- Константин Евтушенко (р. 1983 г.), бизнесмен

## Награди
- Орден „За заслуги“, III степен;[6]
- Орден на княгиня Олга, III степен.[7]